# Don McGahn
Donald F. McGahn II (Atlantic City (New Jersey), 16 juni 1968) is een Amerikaanse jurist. Hij was van januari 2017 tot oktober 2018 juridische adviseur van het Witte Huis onder president Donald Trump.

## Afkomst en opleiding
McGahn groeide op in Atlantic City in de staat New Jersey en studeerde daarna aan de University of Notre Dame in South Bend. In 1994 sloot hij zijn rechtenstudie af aan de University of Widener, een particuliere universiteit in Chester (Pennsylvania).

## Loopbaan
McGahn was als specialist in campagnefinanciering werkzaam bij het advocatenkantoor Patton Boggs in Washington D.C. en daarna jarenlang als juridisch adviseur van de  Nationale Republikeinse Commissie voor het Congres. Van 2008 tot 2013 was hij de vertegenwoordiger van de Republikeinse Partij in de Federale Verkiezingscommissie (FEC). Na het verlaten van de FEC keerde hij kort terug naar Patton Boggs. In 2014 maakte hij de overstap naar advocatenkantoor Jones Day in Washington.
Bij zijn aantreden op 20 januari 2017 als juridisch adviseur in het Witte Huis bracht McGahn vijf juristen van laatstgenoemd bureau mee. Jones Day behartigde belangen voor Alfa-Bank en werkte voor een rij van Russische oligarchen, waaronder Oleg Deripaska, Viktor Vekselberg en Alexander Mashkevich.

## Werk voor Donald Trump
McGahn was een van de vooraanstaande juristen in Trumps campagne voor de presidentsverkiezing van 2016 en maakte deel uit van het Transitieteam na Trumps overwinning. De net formeel aangetreden president benoemde McGahn op 20 januari 2017 tot juridisch adviseur van het Witte Huis.
McGahn concentreerde zich op de voorbereiding van nominaties van rechters en maatregelen tot deregulering. Anders dan al zijn voorgangers was hij geen insider uit politieke of administratieve instituties en was hij een schakel met de partijleiding van de Republikeinen in het Congres, die aanvankelijk sceptisch tegenover de nieuwe president stond. 
McGahn toonde zich in deze positie relatief onafhankelijk en stelde zich meer op als adviseur van het ambt dan van de persoon van de president, hetgeen tot conflicten met de president leidde, die McGahns loyaliteit in twijfel trok. 
Hij werd bekritiseerd voor zijn rol bij de ontoereikende screening van de al na enkele weken teruggetreden Nationaal Veiligheidsadviseur Michael T. Flynn en de vertraagde invoering van de inreisverboden voor inwoners van overwegend islamitische landen. 
In weerwil van aanvankelijke bedenkingen stemde McGahn in met Trumps besluit om FBI-directeur James Comey te ontslaan. 
In januari 2018 maakte The New York Times bekend, dat president Trump McGahn in juni 2017 had geïnstrueerd om met de top van het Departement of Justice de procedure voor ontslag van speciaal aanklager Robert Mueller, die het onderzoek naar de Russische inmenging in de presidentsverkiezing in 2016 leidt, in gang te zetten. McGahn waarschuwde de president nadrukkelijk voor het zetten van deze stap. "Hij zou eerder zelf ontslag nemen dan aan dit verzoek voldoen". Vervolgens zag Trump af het plan af.
Op 29 augustus 2018 maakte president Trump bekend dat McGahn zijn positie zou opgeven. McGahn verliet het Witte Huis formeel op 17 oktober 2018..

## Privé
McGahn is sinds eind 2010 getrouwd met Shannon Flaherty. Zij is sinds oktober 2018 politiek adviseur voor de National Association of Realtors. Eerder was zij o.a. van 2017 tot 2018 adviseur van minister van Financiën Steven Mnuchin.
Het echtpaar heeft twee zonen en woont in Alexandria (Virginia).